# Lilliput Pallavolo
La Lilliput Pallavolo è una società pallavolistica femminile italiana con sede a Settimo Torinese.

## Storia
La Lilliput Pallavolo viene fondata negli anni '80: nei primi periodi partecipa a campionati di livello locale. Nella stagione 2007-08 si iscrive alla Serie B2, categoria dove milita per tre annate, fino a ottenere la promozione in Serie B1 al termine della stagione 2009-10.
Dopo due stagioni concluse a metà classifica, partecipa per la prima volta ai play-off promozione nell'annata 2012-13, eliminata ai quarti: dopo aver sfiorato la promozione in Serie A2 nella stagione 2013-14, questa viene centrata in quella 2014-15.
Il club piemontese partecipa quindi al campionato cadetto nella stagione 2015-16, ma a seguito del dodicesimo posto in classifica retrocede prontamente in Serie B1. Viene ripescata in serie cadetta per disputare l'annata 2016-17; al termine del campionato la società decide però di rinunciare alla partecipazione alla Serie A2 iscrivendosi al campionato di Serie B1.
Dopo aver sfiorato la promozione in Serie A2 al termine della stagione 2017-18, la squadra centra l'obiettivo al termine di quella 2020-21, grazie alla vittoria dei play-off promozione: tuttavia rinuncia alla partecipazione al campionato cadetto.